# 凸錐
数学の線型代数学の分野において、凸錐（とつすい、英: convex cone）とは、ある順序体上のベクトル空間の部分集合で、正係数の線型結合の下で閉じているもののことを言う。

凸錐（薄い青色の部分）。その内部の薄い赤色の部分もまた凸錐で、α, β > 0 に対する αx + βy のすべての点を表すものである。遠方で曲線となっているのは、その領域の広さが無限大であることを意味する。

## 定義
ベクトル空間 V の部分集合 C が錐（あるいは線型錐）とは、C の各元 x と正のスカラー α に対して、積 αx が C に属することである。
部分集合 C が凸錐であるとは、任意の正のスカラー α, β と C の任意の元 x, y に対して αx + βy が C に属することをいう。
この概念は、有理数体や代数体や（よりよく使われる）実数体上の空間のように「正」のスカラーの概念が存在する任意のベクトル空間に対して意味を持つ。定義におけるスカラーは正なので原点は C に属していなくてもよいことにも注意。著者によっては原点が C に属することを定義に含めることもある。スケーリングパラメーター α, β のため、錐は（空集合や {0} でなければ）無限に拡がり有界ではない。
C が凸錐であるなら、任意の正のスカラー α と任意の C の元 x に対するベクトル αx = (α/2)x + (α/2)x もまた C の元である。このことより、凸錐 C は線型錐の特別な場合であることが分かる。
空集合や、全空間 V およびその任意の線型部分空間（自明空間 {0} も含む）は、定義より凸錐である。その他の例として、V の任意のベクトル v とその正の定数倍からなる集合や、Rn の正の象限（すべての成分が正であるベクトルの集合）などが挙げられる。
より一般の例として、正のスカラー λ と、V のある凸部分集合 X の元 x に対するベクトル λx の集合が挙げられる。特に V がノルム線型空間で、X が 0 を含まない V の開球（resp. 閉球）であるなら、この構成法により得られる凸錐は開（resp. 閉）凸円錐である。
同一のベクトル空間内の二つの凸錐の共通部分はまた凸錐である。しかし、それらの合併は凸錐でないこともあり得る。凸錐の類はまた、任意の線型写像の下で閉じている。特に、C が凸錐であるなら、−C もまた凸錐である。さらに C ∩ −C は C に含まれる最大の線型部分空間である。

### 代替の定義
上述の性質より凸錐は、線型結合や単なる加法の下で閉じている線型錐として定義することも出来る。より簡潔に言うと、集合 C が凸錐であるための必要十分条件は、V 内の任意の正のスカラー α に対して "αC = C および C + C = C が成り立つことである。
さらに上述の定義における「正のスカラー α, β」は、「少なくともいずれかは 0 でない非負のスカラー α, β」に置き換えることも出来る。

## 鈍凸錐と鋭凸錐
上述の定義より、C が凸錐であるなら C ∪ {0} も凸錐であることが分かる。凸錐は、零ベクトル 0 を含むかどうかによって、鋭（pointed）または鈍（blunt）と区別されて呼ばれる。鈍凸錐は、上述の α, β の条件における「正」を「非負」に置き換えることで、凸錐の定義から除くことが出来る。「鋭」という語はまた、完全な直線を含まない（すなわち、全ベクトル空間 V の非自明な部分空間を含まない）閉錐に対しても用いられる。これは以下で述べる突凸錐（salient convex cone）である。

## 半空間
V の（線型）超平面（hyperplane）は、V の極大の真線型部分空間である。V の開（resp. 閉）半空間（half-space）は、V からそのスカラー場への任意の線型函数 L に対して条件 L(x) > 0（resp. L(x) ≥ 0）を満たす V の任意の部分集合 H で定義される。L(v) = 0 で定義される超平面は、H の境界超平面（bounding hyperplane）である。
半空間は（開か閉かには係らず）凸錐である。さらに、全空間 V ではない任意の凸錐 C は、V のある閉半空間 H に必ず含まれる。実際、位相的閉凸錐は、それを含むすべての閉半空間の共通部分である。同様の結果は、任意の位相的開凸錐に対しても成立する。

## 突凸錐と完全半空間
凸錐は、ある非ゼロのベクトル x に対して x と -x のいずれもがそこに含まれるなら、平（flat）と言われる。そうでない場合、突（salient）と言われる。
鈍凸錐は必ず突であるが、その逆は必ずしも真ではない。凸錐 C が突であるための必要十分条件は、C ∩ −C ⊆ {0} である。すなわち、C が V の任意の非自明な線型部分空間を含まないことである。
V の完全半空間（perfect half-space）は、次のように帰納的に定義される：V が零次元であるなら、それは集合 {0} である。そうでないなら、それは V の任意の開半空間 H と、H の境界超平面の完全半空間との合併である。
すべての完全半空間は、突凸錐である。さらに、すべての突凸錐はある完全半空間に含まれる。言い換えると、完全半空間は（包含順序の下での）極大突凸錐である。実際、すべての鋭突凸錐は（それが位相的に開であるか閉であるかあるいはそれらの混合であるかに係らず）、それを含むすべての完全半空間の共通部分である。

## 凸集合の断面と射影

### 平断面
V のアフィン超平面（affine hyperplane）とは、V に属するベクトル v と、ある（線型）超平面 H に対して、v + H の形式を持つ V の任意の部分集合のことを言う。
半空間の包含の性質より、次の結果が成立する。Q を V に含まれるある開半空間とし、Q の有界超平面 H と任意の Q のベクトル v に対して A = H + v を定める。C を Q に含まれる線型錐とする。このとき C が凸錐であるための必要十分条件は、集合 C′ = C ∩A が A の凸部分集合（すなわち、凸結合の下で閉じている集合）であることである。
この結果より、アフィン空間の凸集合のすべての性質は、ある固定された開半空間に含まれる凸錐に対する性質との類似点を持つことが分かる。

### 球断面
V にノルム | · | が与えられたとき、V の単位球面は次の集合で定義される：
{\displaystyle S=\{x\in V\;:\;|x|=1\}.}
| · | の値が V のスカラーであるとき、V の線型錐 C が凸錐であるための必要十分条件は、その球断面 C′ ∩ S（その単位ノルムベクトルの集合）が次の意味で S の凸部分集合であることである：u ≠ −v であるような任意の二つのベクトル u, v ∈ C′ に対し、u から v への S 内の最短経路にあるすべてのベクトルが C′ に含まれる。

## 双対錐
C ⊂ V を、内積を備えるある実ベクトル空間 V 内の凸錐とする。C の双対錐（dual cone）は次の集合である。
{\displaystyle \{v\in V\;:\;\forall w\in C,\langle w,v\rangle \geq 0\}.}
これはまた凸錐でもある。C は、その双対錐と等しいとき、自己双対（self-dual）と呼ばれる。
錐 C ⊂ V の双対に関するまた別の概念として、双対空間 V* において次で定義される錐 C* が挙げられる。
{\displaystyle C^{*}:=\left\{v\in V^{*}\;:\;\forall w\in C,v(w)\geq 0\right\}.}
言い換えると、V* が V の代数的双対であるなら、C* は元の錐 C 上の非負の線型汎函数の集合である。また V* を連続双対であるように取ると、C* は元の錐 C 上の非負の連続線型汎函数の集合となる。この概念は V 上の内積に関しては何も必要としていない。
有限次元において、双対錐のこれら二種類の概念は本質的に同一である。なぜならば、任意の内積は V* から V への線型同型（非特異線型写像）を導き、その同型は V* 内において第二の定義の双対錐を、第一の定義のそれに写すからである。錐は、それに関する内積が第一の定義における双対と等しいのであれば、与えられた内積について特に注意することなく自己双対であるとすることが出来る。この内積によって導かれる V から V* への写像はしたがって、C* ⊂ V* を C ⊂ V へ写す。しかし、双対錐から元の錐への上への線型同型の存在は、この意味における自己双対性と同値ではない。すなわち、そのようなすべての同型は V 上の非特異な双線型形式を導くが、この形式は必ずしも正定ではない（すなわち、必ずしも内積ではない）。双対錐への線型同型であるが、自己同型でないような錐には多くの例がある。そのような一例として、偶数個の頂点を持つ正多角基（regular polygonal base）を伴う三次元の任意の錐が挙げられる。

## 凸錐によって定義される半順序
鋭凸錐あるいは突凸錐 C は、y − x ∈ C であることと x≤y が同値であるように V 上の半順序を定める（平錐の場合は、同様の定義によって前順序が定められる）。この順序に関する妥当不等式（valid inequality）の和や正のスカラー倍は、再び妥当不等式となる。このような順序を伴うベクトル空間は、順序ベクトル空間と呼ばれる。その例には、実数値ベクトルの空間 (Rn) 上の直積順序や、行列上のレヴナー順序（Loewner order）が挙げられる。

## 真凸錐
真凸錐（proper convex cone）という語は、文脈によって様々な意味で定義されている。それはしばしば V の任意の超平面に含まれない突凸錐のことを指したり、位相的に閉（したがって鋭）、あるいは位相的に開（したがって鈍）などの他の条件を含むもののことを指すこともある。人によっては、この記事で凸錐と呼んでいるものに対して楔（wedge）という語を使い、この記事で突凸錐や真凸錐と呼んでいるもののことを錐と呼ぶこともある。

## 凸錐の例
- ヒルベルト空間 V の閉凸部分集合 K が与えられたとき、K 内の点 x での集合 K の法錐（normal cone）は次で定義される：

{\displaystyle N_{K}(x)=\left\{p\in V\;:\;\forall x^{*}\in K,\langle p,x-x^{*}\rangle \geq 0\right\}.}
- V の閉凸部分集合 K が与えられたとき、点 x での集合 K の接錐（英語版）（tangent cone）は次で定義される：

{\displaystyle T_{K}(x)={\overline {\bigcup _{h>0}{\tfrac {1}{h}}(K-x)}}.}
- ヒルベルト空間 V の閉凸部分集合 K が与えられたとき、点 x での集合 K への外向き法錐（outward normal cone）は次で定義される：

{\displaystyle N_{K}(x)=\left\{p\in V\;:\;\forall x^{*}\in K,\langle p,x-x^{*}\rangle \leqslant 0\right\}.}
- ヒルベルト空間 V の閉凸部分集合 K が与えられたとき、点 x での集合 K への接錐（tangent cone）は、外向き法錐 {\displaystyle N_{K}(x)} への極錐として、次のように定義される：

{\displaystyle T_{K}(x)=N_{K}^{*}(x){\overset {\underset {\mathrm {def} }{}}{=}}\{y\in V|\forall \xi \in N_{K}(x):\langle y,\xi \rangle \leqslant 0\}.}
法錐と接錐のいずれも閉かつ凸という性質を持っている。それらは凸最適化や変分不等式、射影力学系などの分野において重要な概念である。

### 関連する結合
- アフィン結合
- 凸結合
- 線型結合